# Tietmann & Haake

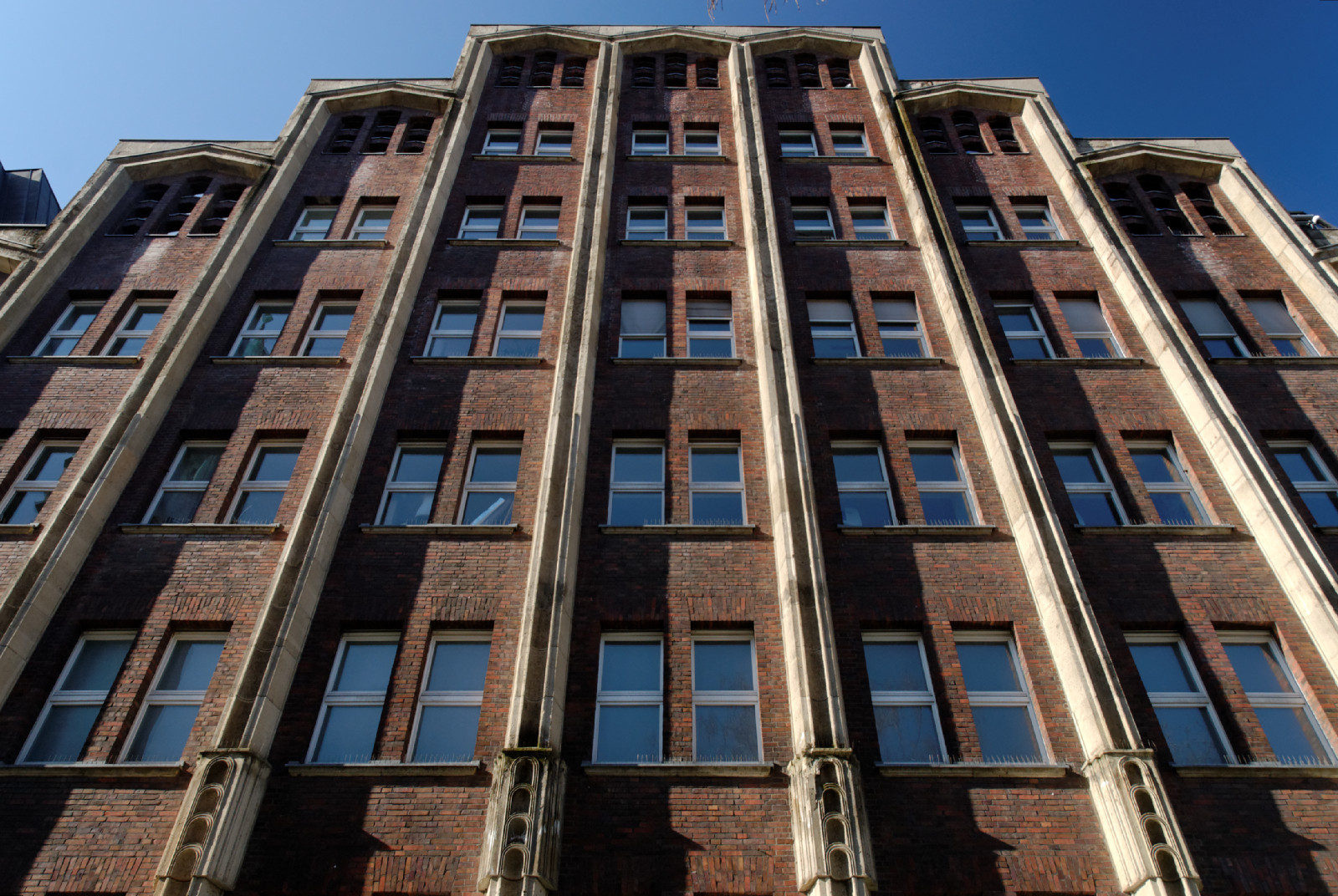
Pressehaus Düsseldorf

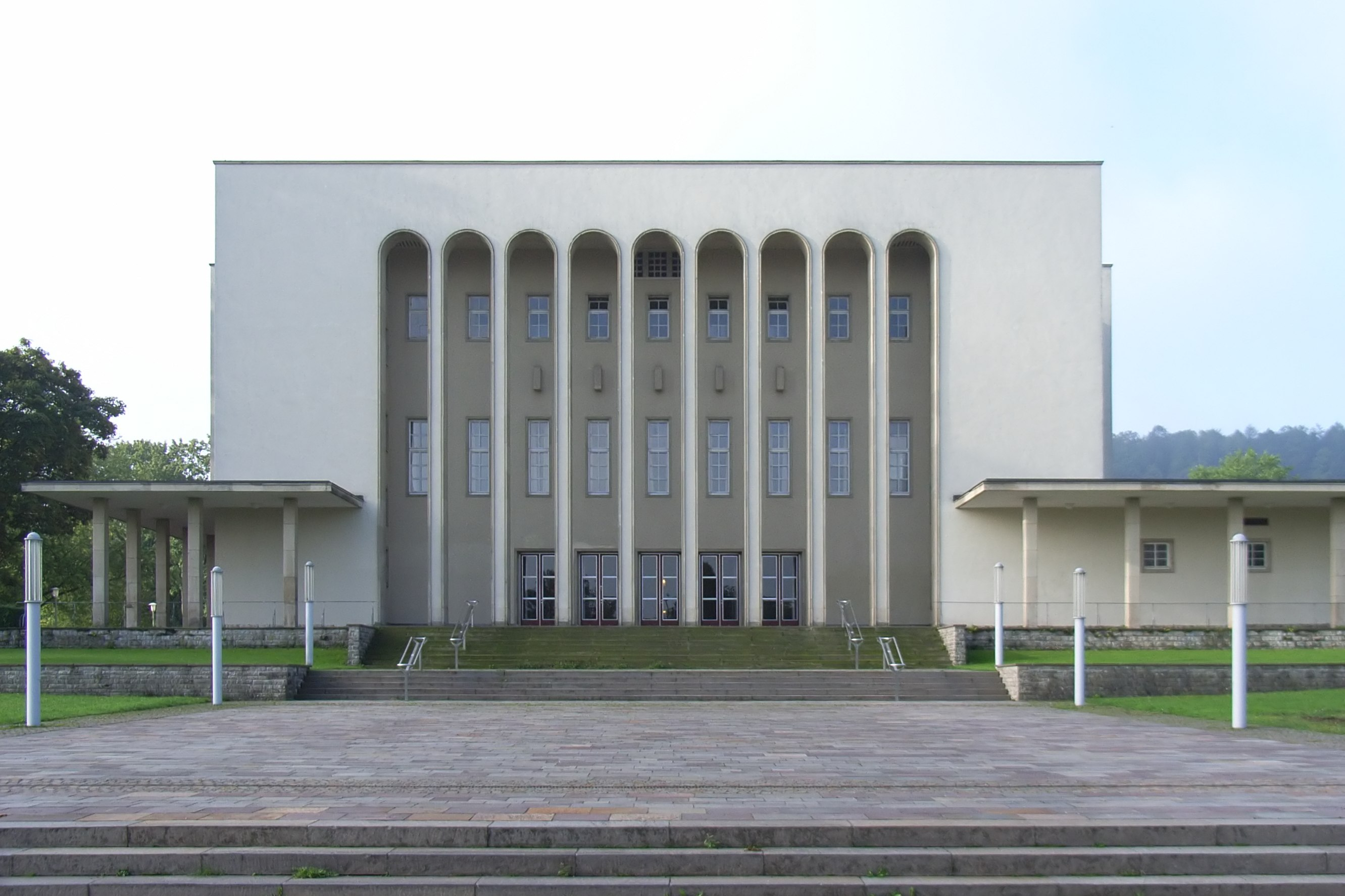
Rudolf-Oetker-Halle

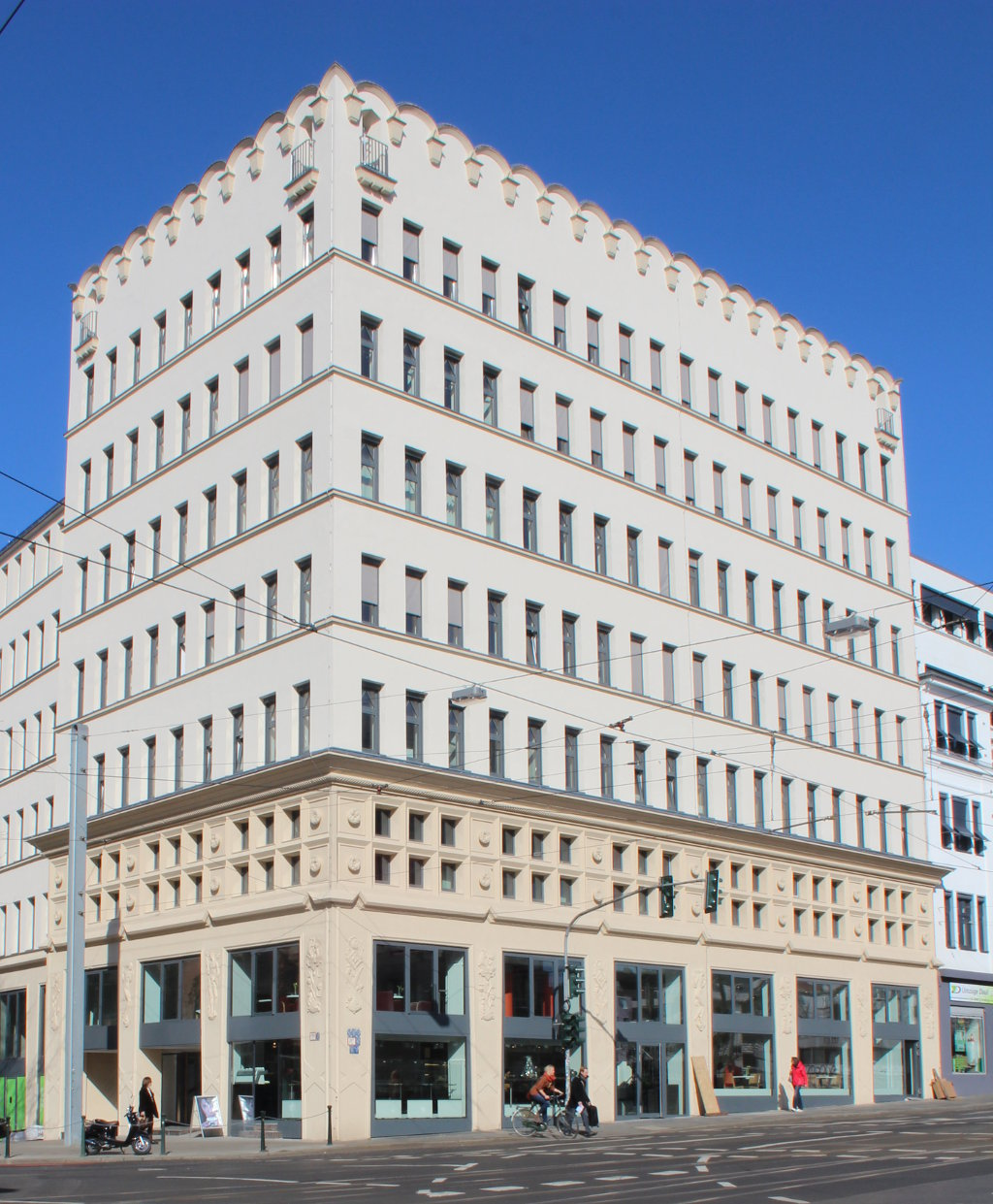
Industriehaus am Wehrhahn

Tietmann & Haake war ein deutsches Architekturbüro, das von 1919 bis 1933 in Düsseldorf existierte. Es wurde von Hans Tietmann (1883–1935) und Karl Haake (1889–1975) geleitet.
Es entstanden einige signifikante Geschäftshäuser und Kirchen.

## Bauten
- 1915–1918: Schulgebäude mit angegliedertem Wohnhaus des Direktors in Rheinhausen[2]
- um 1924: Umbau des Hotels Zweibrücker Hof in Düsseldorf, Königsallee 92
- 1924: Industriehaus Düsseldorf am Wehrhahn
- 1925–1926: Pressehaus in Düsseldorf, Martin-Luther-Platz 26
- 1926: Hauptrestaurant, Weinhaus Kakadu und Tanzlokal Rheinpalast auf der GeSoLei[3]
- 1927: Umbau der katholischen Kirche St. Suitbertus in Düsseldorf-Bilk
- 1927: Siedlung Am Bögelsknappen in Essen-Kettwig, Bergstraße 38–50, Hopmannplatz 1–7, 6–8[4]
- 1927–1928: katholische Kirche St. Bruno in Düsseldorf-Unterrath
- 1928: Umbau des Kaufhauses Hettlage in Düsseldorf
- 1928–1929: katholische Kirche St. Franziskus Xaverius in Düsseldorf-Mörsenbroich
- 1929–1930: katholische Kirche St. Marien in Remscheid
- 1929–1930: Rudolf-Oetker-Halle in Bielefeld
- 1930–1932: Krankenhaus Hohenlind für den deutschen Caritasverband in Köln-Lindenthal[5]